# میتسوبیشی لنسر اوولوشن

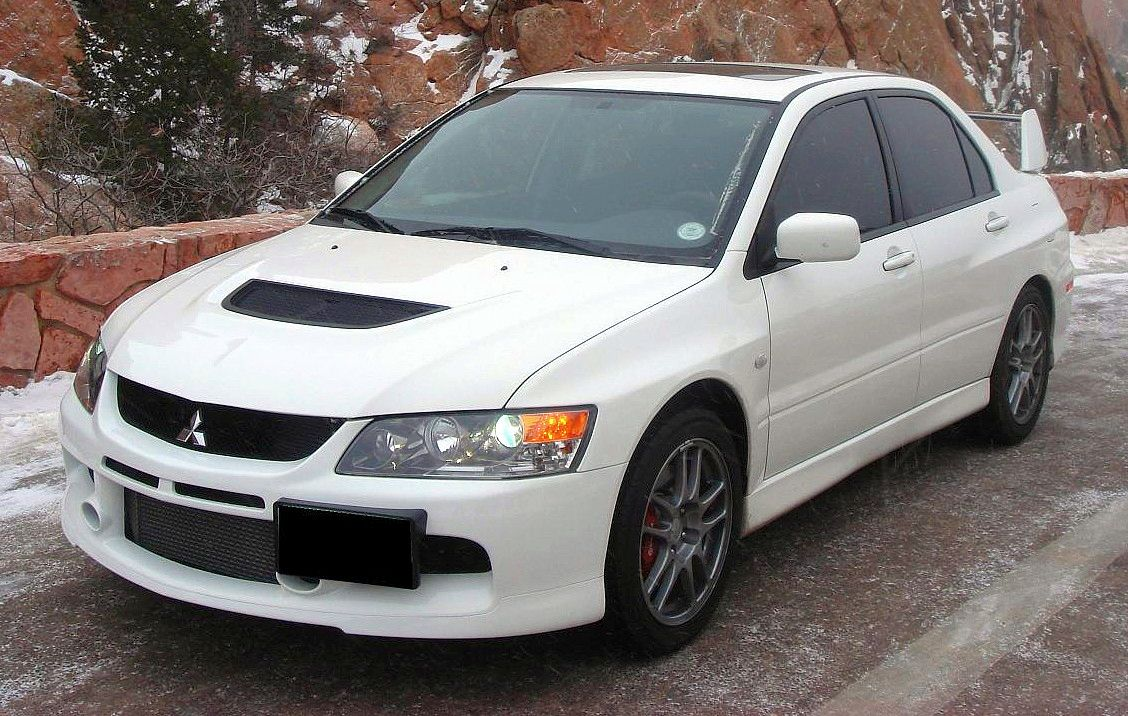

میتسوبیشی لنسر اوولوشن (Mitsubishi Lancer Evolution) خودرویی است که از سال ۱۹۹۲ تا سال ۲۰۱۶ تولید شده‌است. طراحی آن موتور جلو، خودرو چهار چرخ محرک بوده‌است.
در تمامی مدلهای تولید شده تا به حال از موتور ۲ لیتری دو میل سوپاپ همراه با توربو شارژر استفاده شده‌است. میتسوبیشی تاکنون ده نسل از این خودرو را روانهٔ بازار کرده‌است.
این خودرو قهرمان چند دوره رالی بوده و در اون نسخه موتورهای ۴ لیتری و ۴ سیلندر و ۵ لیتری ۶ سیلندر بود.